# Xã Walnut, Quận Adair, Iowa
Xã Walnut (tiếng Anh: Walnut Township) là một xã thuộc quận Adair, tiểu bang Iowa, Hoa Kỳ. Năm 2010, dân số của xã này là 176 người.